# 철권 (2010년 영화)
《철권》(Tekken)은 드와이트 H. 리틀이 감독하고, 앨런 B. 맥엘로이가 각본을 맡은 액션 영화이다. 남코의 대전 액션 게임인 철권을 원작으로 하고 있다.

## 출연진
- 진 카자마 : 존 푸
- 카즈야 미시마 : 이언 앤서니 데일
- 헤이하치 미시마 : 캐리 히로유키 다가와
- 크리스티 몬테이로 : 켈리 오버톤
- 스티브 폭스 : 루크 고스
- 마샬 로우 : 청 레
- 브라이언 퓨리 : 게리 대니얼스
- 니나 윌리엄스 : 캔디스 힐브랜드
- 안나 윌리엄스 : 마리안 자피코
- 레이븐 : 다린 드윗 헨슨
- 크레이그 머독 : 네이선 존스
- 에디 골도 : 라티프 크라우더
- 준 카자마 : 탐린 토미타
- 요시미츠 : 게리 레이 스턴스
- 세르게이 드라그노프 : 안톤 카사보프
- 미겔 카바예로 로호 : 로저 후에르타
- 리 챠오랑 : 스기우라 타이요
- 화랑 : 재희
- 카라 : 머시 몬로

## 같이 보기
- 철권 등장인물 목록